# Buttrio
Buttrio (Buri en friulano) es un municipio (comuna) de 4.000 habitantes de la provincia de Udine, ubicada en la región de Friuli-Venecia Julia. Buttrio es una ciudad de vocación vinícola, de hecho, es conocida por los célebres vinos de sus colinas.
Hoy el municipio, por su posición en las inmediaciones de la capital, está sufriendo un continuo desarrollo urbano.
La comuna de Buttrio limita con los municipios: Manzano, Pavia di Udine, Pradamano, Premariacco.

## Evolución demográfica
| Gráfica de evolución demográfica de Buttrio entre 1861 y 2001 |
|                                                               |
| Fuente ISTAT - elaboración gráfica de Wikipedia               |

## Ciudades hermanas
Buttrio está hermanada con:
- -  Nötsch im Gailtal (Villach), Austria, desde el 20 de octubre de 2001.

- Datos: Q53230
- Multimedia: Buttrio / Q53230

1. ↑  Worldpostalcodes.org, código postal n.º 33042.
2. ↑  «Codici Catastali». Comuni-italiani.it (en italiano). Consultado el 29 de abril de 2017.